# إردال راكيب
إردال راكيب (بالسويدية: Erdal Rakip) (13 فبراير 1996 بمالمو في السويد - ) هو لاعب كرة قدم سويدي في مركز الوسط. شارك مع منتخب السويد تحت 17 سنة لكرة القدم ومنتخب السويد تحت 19 سنة لكرة القدم ومنتخب السويد تحت 21 سنة لكرة القدم. أما مع النوادي، فقد لعب مع نادي مالمو.

## وصلات خارجية
- إردال راكيب على موقع الاتحاد الدولي (مؤرشف)  (الإنجليزية)
- إردال راكيب على موقع الاتحاد الأوربي (الإنجليزية)
- إردال راكيب على موقع اتحاد السويد (السويدية)
- إردال راكيب على موقع اتحاد تركيا (لاعب) (الإنجليزية)
- إردال راكيب على موقع قاعدة بيانات كرة القدم.إي يو (الإنجليزية)
- إردال راكيب على موقع ناشيونال فوتبول تيمز (الإنجليزية)
- إردال راكيب على موقع Soccerway.com (الإنجليزية)
- إردال راكيب على موقع عالم كرة القدم.نت (الإنجليزية)
- إردال راكيب على موقع AS.com (الإسبانية)